# Lew Ayres
Lewis Frederick Ayres III (Minneapolis, Minnesota, USA, 1908. december 28. – Los Angeles, Kalifornia, 1996. december 30.) Oscar-díjra jelölt amerikai színész.

## Fiatalkora
1908. december 28-án született a Minnesota állambeli Minneapolisban. Apja, Louis Ayres, amatőr zenész és bírósági riporter és anyja Irma Ayres volt. Négyéves volt, amikor szülei elváltak. Az anyja ezután ismét férjhez ment. Lew, az édesanyjával a kaliforniai San Diegóba költözött.

## Pályafutása
Filmes pályafutását 1929-en kezdte. Legismertebb szerepe Paul Baumer, az 1930-ban készült Nyugaton a helyzet változatlan című filmben. A másik ilyen film, az 1948-ban készült Johnny Belinda volt, itt Dr. Robert Richardsont játszotta. Alakításáért, Oscar-díjra jelölték.

## Magánélete
Ayres, élete során háromszor nősült. Első felesége, Lola Lane színésznő volt, 1931-től 1933-ig. Második felesége Ginger Rogers színésznő, 1934-től 1940-ig. Harmadik házassága, Diana Hallal 1964-től a haláláig tartott. 1968-ban született egy közös fiúk Justin Ayres néven.
1948-ban volt egy rövid viszonya Jane Wyman színésznővel, aki már abban az évben elvált Ronald Reagantől.

## Halála

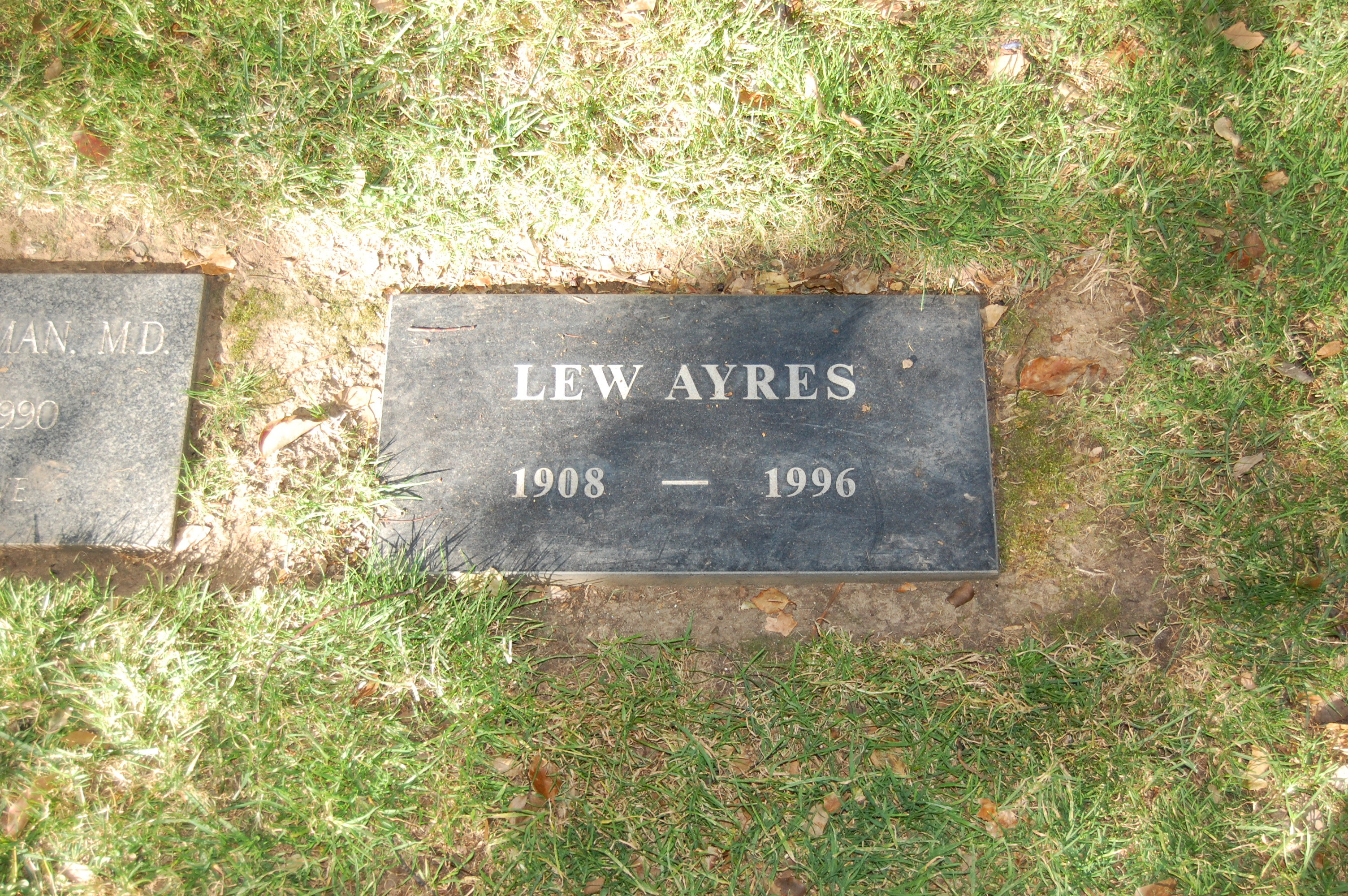
Lew Ayres sírja

Két nappal 88. születésnapja után halt meg 1996. december 30.-án, a kaliforniai Los Angelesben. Halálát, a kómából magához térve, szövődmények okozták. Felesége és fia élte túl. Sírja, a Westwood Village Memorial Park temetőjében található, Los Angelesben.

## Filmográfia

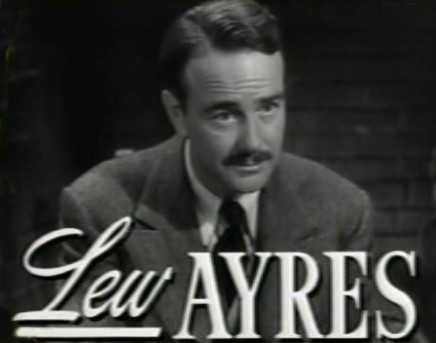
Lew Ayres, mint Dr. Robert Richardson, az 1948-as Johnny Belinda című filmben

- 1994 - Nyomoz a páros - Eszelős szerelem (Hart to Hart: Crimes of the Heart)
- 1992 - Amikor az oroszlán elbődül (MGM: When the Lion Roars) ... önmaga
- 1985-1989 - Út a mennyországba (TV sorozat)
- 1988 - Cagney & Lacey (TV sorozat) ... Conrad Minton
- 1987 - Outlaws (TV sorozat) ... Timothy Jared Wade
- 1986 - A szupercsapat (TV sorozat) ... Bernie Greene
- 1986 - Hadiállapot ... John Pace
- 1983 - Don Camillo ... Doc
- 1982 - A farm, ahol élünk (TV sorozat) ... Lem McCary
- 1981 - Szerelemhajó (TV sorozat) ... Carl Hooper
- 1981 - Egerek és emberek (Of Mice and Men)
- 1980 - Reunion ... Bob Hollander
- 1979 - A gonosz háza (Salem's Lot)
- 1978 - Ómen 2. - Damien (Damien - Omen II) ... Bill Atherton
- 1978 - Csillagközi romboló (TV sorozat) ... President Adar
- 1977 - End of the World
- 1975 - McMillan & Wife (TV sorozat) ... Ambassador Justin Sinclair
- 1974 - A bűvész (TV sorozat) ... Max Braden
- 1974 - Columbo és az MM7 robot (Columbo: Mind Over Mayhem) ... Dr. Howard Nicholson
- 1973 - A majmok bolygója 5 ... Mandemus
- 1973 - San Francisco utcáin (TV sorozat) ... Harlan Edgerton
- 1973 - Az idegen ... Prof. Dylan MacAuley
- 1972 - The Biscuit Eater ... Mr. Ames
- 1971 - The Interns (TV sorozat) ... Dr. Holt
- 1970 - The Doris Day Show (TV sorozat) ... William Tyler
- 1969 - Here Come the Brides (TV sorozat) ... Muncey
- 1967-1968 - The Big Valley (TV sorozat) ... Jason Fleet / Sheriff Roy Kingston
- 1967 - Gunsmoke (TV sorozat) ... Jonathan Cole
- 1966 - I Spy (TV sorozat) ... Dr. Owen Maclean
- 1965 - Mark Dolphin
- 1964 - Kalandorok ... 'Mac' McAllister
- 1962 - Buszmegálló (TV sorozat) ... John Benson
- 1961 - The Barbara Stanwyck Show (TV sorozat) ... Dr. Paul Harris
- 1960 - Route 66 (TV sorozat) ... Frank Bartlett
- 1958-1959 - Alcoa Theatre (TV sorozat) ... Nathan Hardy / Jed Risk
- 1958 - Climax! (TV sorozat) ... Bob Kilgore
- 1957 - Cavalcade of America (TV sorozat) ... Matt Needham
- 1956 - Playhouse 90 (TV sorozat) ... Carl Doss
- 1954 - Omnibus (TV sorozat)
- 1953 - Donovan's Brain ... Dr. Patrick J. Cory
- 1953 - No Escape ... John Howard Tracy
- 1951 - New Mexico ... Captain Hunt
- 1950 - The Capture ... Lin Vanner / Lindley Brown
- 1948 - Johnny Belinda ... Dr. Robert Richardson
- 1947 - The Unfaithful ... Larry Hannaford
- 1946 - The Dark Mirror ... Dr. Scott Elliott
- 1942 - Ujjak az ablakon (Fingers at the Window) ... Oliver Duffy
- 1941 - Maisie Was a Lady ... Bob Rawlston
- 1940 - The Golden Fleecing ... Henry Twinkle
- 1939 - Dr. Kildare titka ... Dr. James 'Jimmy' Kildare
- 1939 - Dr. Kildare különös esete ... Dr. James Kildare
- 1939 - Broadway-szerenád ... James Geoffrey Seymour
- 1939 - Feleségem karrierje ... Eddie Burgess
- 1938 - A szerelem beleszól (Holiday) ... Ned Seton
- 1938 - A fiatal dr. Kildare (Young Dr. Kildare)
- 1937 - Hold 'Em Navy ... Tommy Graham
- 1937 - The Crime Nobody Saw ... Nick Milburn
- 1936 - Lady Be Careful ... Chester aka Dynamite
- 1936 - Shakedown ... Bob Sanderson
- 1936 - Panic on the Air ... Jerry Franklin
- 1936 - The Leathernecks Have Landed ... Woodruff 'Woody' Davis
- 1935 - Silk Hat Kid ... Eddie Howard
- 1935 - Spring Tonic ... Caleb Enix
- 1935 - The Lottery Lover ... Cadet Frank Harrington
- 1934 - Servants' Entrance ... Erik Landstrom
- 1934 - She Learned About Sailors ... Larry Wilson
- 1934 - Let's Be Ritzy ... Jimmy Sterling
- 1934 - Cross Country Cruise ... Norman Winthrop
- 1933 - My Weakness ... Ronnie Gregory
- 1933 - Don't Bet on Love ... Bill McCaffery
- 1932 - Okay, America! ... Larry Wayne
- 1932 - Night World ... Michael Rand
- 1932 - The Impatient Maiden ... Dr. Myron Brown
- 1931 - Heaven on Earth ... States
- 1931 - The Spirit of Notre Dame ... Bucky O'Brien
- 1931 - Up for Murder ... Robert Marshall
- 1931 - Iron Man ... Kid Mason
- 1931 - Many a Slip ... Jerry Brooks
- 1930 - East Is West ... Billy Benson
- 1930 - The Doorway to Hell ... Louie
- 1930 - Nyugaton a helyzet változatlan (All Quiet on the Western Front) ... Paul Baumer
- 1929 - A csók (The Kiss) ... Pierre

## Fordítás
- Ez a szócikk részben vagy egészben  a   Lew Ayres című angol Wikipédia-szócikk fordításán alapul.  Az eredeti cikk szerkesztőit annak laptörténete sorolja fel. Ez a jelzés csupán a megfogalmazás eredetét és a szerzői jogokat jelzi, nem szolgál a cikkben szereplő információk forrásmegjelöléseként.